# Mitologia hindu

A suástica hindu simboliza harmonia. Ganexa possuía uma em sua mão direita.

A mitologia hindu é o conjunto de mitos encontrados em textos hindus, como a literatura védica, os épicos do Mahabharata e do Ramayana, os Puranas e na literatura regional como o tâmil Periya Puranam e Naalayira Divya Prabandham, e o Mangal Kavya de Bengali.
É provavelmente uma das mais antigas mitologias do mundo. Seus primeiros mitos nasceram numa região conhecida como Vale do Indo (no atual Paquistão). O panteão hindu constitui uma tentativa formidável de criar máscaras pelas quais o ser humano tenta falar dos seus sonhos e medos.
A mitologia hindu inicia com o imanifestado (Adinatha), que se manifesta na trimúrti: Brahma, Vishnu e Shiva, unidade na pluralidade.
Na mitologia hindu, incluem-se todas as possibilidades: deuses, semideuses, seres celestiais, anjos, demônios e vampiros, cujas sagas e peripécias serviram desde a antiguidade para alimentar o imaginário e os ideais do ser humano.

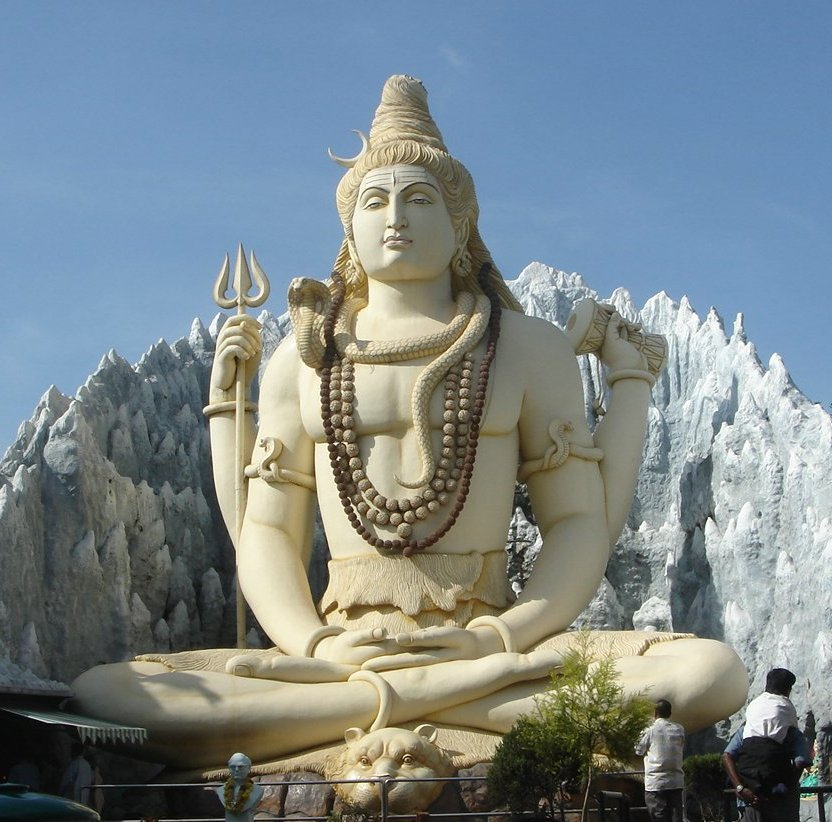
Estatua de Shiva.

O Hinduísmo trata-se de uma religião politeísta, por ter a crença em mais de 33 deuses e deusas hindus, chamados de Devi e Deva. Muitos desses deuses são avatares, como a Trindade Hindu, formada por Brahma, Vishnu, Shiva.
O hinduísmo, tem uma base filosófica dividida em darsanas (pontos de vista), mas o ponto onde termina a lógica e começa o imaginário é de difícil determinação.
Armas não conseguem cortá-lo, fogo não pode queimá-lo, água não consegue molhá-lo, ventos não podem secá-lo... Ele é eterno e tudo permeia, sutil, imóvel e sempre o mesmo.— Bagavadguitá, II:23-24
A mitologia hindu nem sempre tem uma estrutura consistente e monolítica. O mesmo mito normalmente aparece em várias versões e pode ser representado de forma diferente nas tradições sociorreligiosas. Observou-se também que esses mitos foram modificados por várias escolas filosóficas ao longo do tempo, especialmente na tradição hindu. Esses mitos têm um significado mais profundo, muitas vezes simbólico, e receberam uma gama complexa de interpretações.